# Gonomyia remota
Gonomyia remota är en tvåvingeart. Gonomyia remota ingår i släktet Gonomyia och familjen småharkrankar.

## Underarter
Arten delas in i följande underarter:
- G. r. obtusistyla
- G. r. remota